# 聖文森特 (加利福尼亞州)
聖文森特（英語：Saint Vincent）是位於美國加利福尼亞州馬林縣的一個非建制地區。該地的面積和人口皆未知。

## 地理
聖文森特的座標為38°01′47″N 122°32′04″W / 38.02972°N 122.53444°W，而該地的平均海拔高度為12米（即39英尺）。